# Церковь Алексия, Человека Божия (Псков)
Церковь Алексия, Человека Божия (Церковь Алексея с Поля) — приходской православный храм в Пскове. Построен в 1540 году, перестроен в 1688 году. Памятник посадской архитектуры Пскова XVII века. Псковской епархии

## История
На месте нынешнего храма ранее находилась Алексеевская церковь, около которой горожане встречали архиепископа Макария. Та церковь, вероятно, сгорела или была разобрана, после чего в 1540 году на её месте был возведён каменный бесстолпный храм.
В 1581 году, во время осады Пскова, рядом с церковью располагался лагерь польского короля Стефана Батория, от которого были прорыты тоннели к стене города, Свинорским и Покровским воротам. В 1688 году церковь была перестроена: были утрачены пристройки, глава и перекрытия заменены новыми.
Алексеевская церковь первоначально являлась храмом Алексеевского монастыря, а после его упразднения в XVIII веке стала приходским храмом Алексеевской слободы.
11 июня 1938 года храм был закрыт и стал использоваться как склад с зерном. В 1943 году, во время немецкой оккупации, службы были возобновлены. После освобождения Пскова храм был вновь закрыт. После проведённого ремонта там в разное время располагались художественная мастерская ВООПИК, творческое объединение Дома пионеров и школьников, склад бумаги обкома профсоюзов малого и среднего бизнеса.

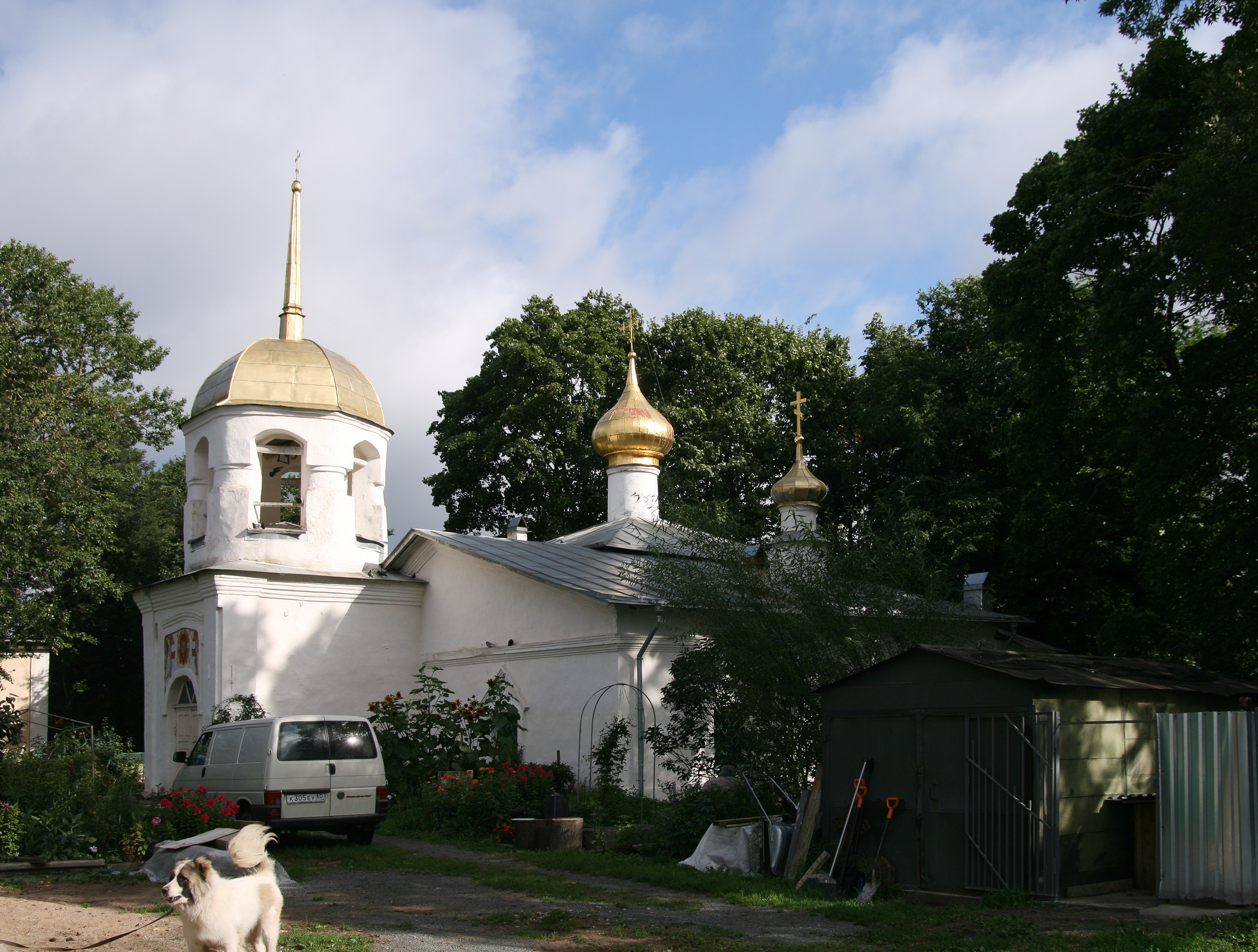
Храм в 2013 году

В конце 1980-х — начале 1990-х проводились ремонтно-реставрационные работы. Были заменены кровля и главы, колокольня была покрыта медью. Был проведён косметический ремонт здания и ремонт ограды.
В 1994 год году был возвращён Русской православной церкви. В 1997 году возобновились регулярные богослужения.